# Miquel Duran i Planas
Miquel Duran i Planas (Camós, 3 de febrer de 1957) és un exfutbolista català de les dècades de 1970 i 1980.

## Trajectòria
Format al CD Banyoles, el gener de 1974 ingressà al RCD Espanyol, en categoria juvenil. Jugà durant nou temporades al primer equip de l'Espanyol a primera divisió, entre 1978 i 1987, essent cedit al Girona FC, FC Andorra i a la UE Lleida i restant com a porter suplent d'homes com Urruti, Theo Custers o Thomas N'Kono. Només disputà quatre partits de lliga en aquestes temporades. El 1987 abandonà el club per retornar al CD Banyoles on es retirà.